# Tim Alexander
Timothy W. Alexander (Cherry Point (North Carolina), 10 april 1965) is een Amerikaanse rockzanger, -drummer, -gitarist en songwriter, vooral bekend als de drummer van de rockband Primus. Alexander speelde op Primus-opnamen van Suck on This tot Tales from the Punchbowl, voordat hij de band verliet in 1996 om in 2003 weer deel te nemen aan de ep Animals Should Not Try to Act Like People. Alexander verliet de band voor een tweede keer in 2010 om in 2013 weer aan te sluiten. Alexander wordt regelmatig geprezen om zijn polyritmisch spel.

## Biografie
Alexander speelde voorPrimus en nam op met Major Lingo, destijds een op ska gebaseerde ritmeband met een lap steelgitaar als hoofdinstrument, gespeeld door Tony Bruno. Alexander kreeg de baan bij Primus en verving Jay Lane (samen met Larry LaLonde die Todd Huth) in 1988 en bleef bij de band tot 1996. Alexanders tweede periode bij Primus was van begin 2003 tot ongeveer 2009, toen hijzelf werd vervangen door Jay Lane. Les Claypool sprak over Alexanders spel in een interview met Bass Player.
Na Alexanders vertrek uit Primus, vormde hij zijn eigen band Laundry, die werd uitgebracht bij het label Prawn Song Records van Claypool. Alexander heeft ook samengewerkt met de experimentele bassist Michael Manring en gitarist Alex Skolnick om de band te formeren die bekend staat als Attention Deficit. Alexander was de eerste drummer van A Perfect Circle, gaf vroege liveshows met de band en nam drums op voor het nummer The Hollow op het debuutalbum Mer de Noms van de band. Alexander sloot zich aan bij de theatrale groep Blue Man Group en speelde af en toe met de in Las Vegas gevestigde improvisatierockband Überschall. Ondanks dat hij vooral bekend staat om zijn drumwerk, is Alexander ook gitarist en zanger. Hij speelde livegitaar met de band Born Naked en deed de hoofdzang op het tweede album van Laundry en de ondersteunende tournee.
Alexander was gedurende 2008-2009 betrokken bij het project Into the Presence, met liedjes van Luis Carlos Maldonado. Hun debuutalbum werd uitgebracht bij Razor en Tie Records en bevat optredens van bassist Paz Lenchantin en cellist Ana Lenchantin. Zowel The Presence als de publicatie van Fata Morgana werden opgenomen en geproduceerd in Alexanders eigen Ghost Town Studios. Sinds 2010 is Alexander actief betrokken als lid van het Puscifer project van Maynard James Keenan. Hij heeft met hen getoerd en is te horen op hun meest recent uitgebrachte opnamen. Op 25 september 2013 kondigde Rolling Stone via een interview met Claypool aan, dat Alexander zich weer bij Primus zou voegen, met een mogelijke opnamesessie al in november. De vorige drummer Jay Lane zou naar andere projecten gaan, waaronder zijn voormalige band Ratdog.
Op 18 juli 2014 kreeg Alexander een hartaanval en onderging hij een openhartoperatie. Primus heeft de gezondheidsstatus van Alexander op 21 juli bijgewerkt met een Facebook-bericht waarin staat: 'The Mighty' Tim Herb Alexander heeft een operatie ondergaan, de blokkering van zijn hart is zonder complicaties verwijderd en alle tekenen wijzen op een glorieus en spoedig herstel. Hij voegde zich 3 maanden later op 22 oktober 2014 weer bij Primus voor hun 'Primus and the Chocolate Factory'-tournee. Alexander runt momenteel het ciderbedrijf Herb's Cider in Bellingham (Washington).

## Discografie

### Primus
- 1989: Suck on This
- 1990: Frizzle Fry
- 1991: Sailing the Seas of Cheese
- 1992: Miscellaneous Debris
- 1993: Pork Soda
- 1995: Tales from the Punchbowl
- 2003: Animals Should Not Try to Act Like People
- 2014: Primus & the Chocolate Factory with the Fungi Ensemble
- 2017: The Desaturating Seven

### Laundry
- 1994: Blacktongue
- 1999: Motivator

### A Perfect Circle
- 2000: Mer de Noms (Appears on "The Hollow")

### Attention Deficit
- 1998: Attention Deficit
- 2001: The Idiot King

### Fata Morgana
- 2005: This Is A Dream

### Puscifer
- 2007: "V" Is for Vagina
- 2009: "C" Is for
- 2011: Conditions of My Parole

### Into the Presence
- 2009: Into the Presence

### Diversen
- 2004:Drum Nation Vol. 1

- Bibliothèque nationale de France: cb14051213w (data)
- International Standard Name Identifier: 0000 0001 1494 8095
- Library of Congress Control Number: n2002069767
- MusicBrainz: 726bcf33-ae34-4eff-888b-b13ec84dca43
- Nationale Bibliotheek van Tsjechië: xx0087164
- Nederlandse Thesaurus van Auteursnamen: 137142935
- Virtual International Authority File: 85879349
- WorldCat: E39PBJr7TjppQ6hy86VdmJhbVC